# Korzeniowski Warsaw Race Walking Cup 2024
Korzeniowski Warsaw Race Walking Cup 2024 – 3. edycja międzynarodowych zawodów lekkoatletycznych w chodzie sportowym, które odbyły się 5 maja 2024 w Warszawie. Zawody były zaliczane do cyklu World Athletics Race Walking Tour Gold w sezonie 2024.

## Charakterystyka
Miejscem rozgrywania zawodów zorganizowanych przez Fundację Roberta Korzeniowskiego była pętla o długości 1200 m wiodąca przez plac Teatralny i plac Piłsudskiego w Warszawie (ulice łączące: Wierzbowa, Focha, Moliera). Była to trzecia edycja zawodów pod tą nazwą. Zawody należą do World Athletics Race Walking Tour Gold 2024 i były rozgrywane na dystansie 20 km. Dla najlepszych 6 kobiet i 6 mężczyzn przewidziano nagrody pieniężne w wysokości do 1000 Euro.
W ramach zawodów przeprowadzono także mistrzostwa Polski seniorów na 20 km oraz mistrzostwa Litwy. Rozegrano także zawody na 10 km dla seniorów oraz zawodników U20 i na 5 km oraz na 3 km dla zawodników U18, U16 i startujących w kategorii masters. Towarzyszyły im także wyścigi w niższych kategoriach wiekowych: U10, U12, U14 na dystansach 1–2 km.

## Wyniki

### Wyścig na 20 km w ramach World Athletics Race Walking Tour
| WL – najlepszy wynik na listach światowych w sezonie \| NR – rekord kraju \| PB – rekord życiowy \| SB – najlepszy wynik w sezonie |

| Konkurencja: | Mężczyźni             | Rezultat   | Kobiety            | Rezultat |
| 1. miejsce   | Qian Haifeng          | 1:19:05    | Liu Hong           | 1:27:33  |
| 2. miejsce   | Caio Bonfim           | 1:19:17    | Jemima Montag      | 1:27:56  |
| 3. miejsce   | Toshikazu Yamanishi   | 1:19:37 SB | Qieyang Shijie     | 1:28:14  |
| 4. miejsce   | Rhydian Cowley        | 1:19:46    | Katarzyna Zdziebło | 1:31:18  |
| 5. miejsce   | Gianluca Picchiottino | 1:20:46 SB | Yuxia Shi          | 1:31:27  |
| 6. miejsce   | Declan Tingay         | 1:21:01    | Li Peng            | 1:31:29  |
| 7. miejsce   | Tomohiro Noda         | 1:21:08    | Olivia Sandery     | 1:32:35  |
| 8. miejsce   | Michele Antonelli     | 1:21:28    | Zhouma Qiji        | 1:32:53  |

### Mistrzostwa Polski seniorów na 20 km
| Konkurencja: | 1. miejsce                             | Rezultat | 2. miejsce                         | Rezultat | 3. miejsce                              | Rezultat   |
| Mężczyźni    | Artur Brzozowski KKL Stal Stalowa Wola | 1:21:46  | Maher Ben Hlima RKS Łódź           | 1:23:28  | Jakub Jelonek CKS Budowlani Częstochowa | 1:25:28    |
| Kobiety      | Katarzyna Zdziebło LKS Stal Mielec     | 1:31:18  | Agnieszka Ellward WKS Flota Gdynia | 1:42:58  | Anna Zdziebło LKS Stal Mielec           | 1:43:54 SB |

### Mistrzostwa Litwy seniorów na 20 km
| Konkurencja: | 1. miejsce             | Rezultat | 2. miejsce                 | Rezultat | 3. miejsce             | Rezultat |
| Mężczyźni    | Artur Mastianica       | 1:28:30  | Tauras Grincevičius        | 1:38:04  | Deividas Balevičius    | 1:45:16  |
| Kobiety      | Austėja Kavaliauskaitė | 1:37:44  | Brigita Virbalytė-Dimšienė | 1:38:18  | Monika Vaiciukevičiūtė | 1:43:46  |